# 702
El 702 fou un any comú començat en diumenge segons els còmputs del calendari gregorià (que encara no estava vigent a l'època).

## Esdeveniments
- Promulgació de la Llei d'Ègica, que vol regular les relacions entre els senyors i els servents. Estava encaminada a impedir les fugues d'esclaus.
- Codi Taihō al Japó que regular la conducta dels oficials
- S'incrementa el domini àrab sobre Armènia, amb enviats nomenats directament pels califes per assegurar-ne la lleialtat. Destaca la batalla de Varnakert
- Fi de l'exarcat de Joan II Platinus
- Batalla de Dayr al-Jamàjim pel control d'Aràbia
- Fundació de la ciutat de Wasit, avui destacat jaciment arqueològic declarat com de protecció especial per la UNESCO[1]
- Construcció de l'església circular de Marienberg, a prop de Würzburg[2]
- Després d'atacs pirates reiterats, els àrabs decideixen destruir el principal port del Regne d'Axum, que inicia el seu període de declivi definitiu[3]

## Naixements
- Jàfar as-Sàdiq, sisè imam infal·lible
- Dao-xuan, monjo budista

## Necrològiques
- Ègica, rei visigot
- Tell de Solenhac, sant cristià
- Al-Muhàl·lab ibn Abi-Sufra, general àrab
- K'inich Kan B'alam II, rei maia
- Írgalach mac Conaing, rei irlandès
- Liutpert, rei llombard[4]